# غورد جونز
غورد جونز هو سياسي كندي، ولد في 29 نوفمبر 1969 في فيكتوريا في كندا. نشط حزبياً في الحزب الديمقراطي الجديد. وقد انتخب عضو مجلس العموم الكندي عن دائرة Courtenay—Alberni ‏ وقد انضم خلال فترته النيابية ‏ للكتلة البرلمانية الحزب الديمقراطي الجديد.